# Manilkara paraensis
Manilkara paraensis är en tvåhjärtbladig växtart som först beskrevs av Huber, och fick sitt nu gällande namn av Paul Carpenter Standley. Manilkara paraensis ingår i släktet Manilkara och familjen Sapotaceae. Inga underarter finns listade i Catalogue of Life.